# Scopula subnictata
Scopula subnictata là một loài bướm đêm trong họ Geometridae.